# Aracanidae

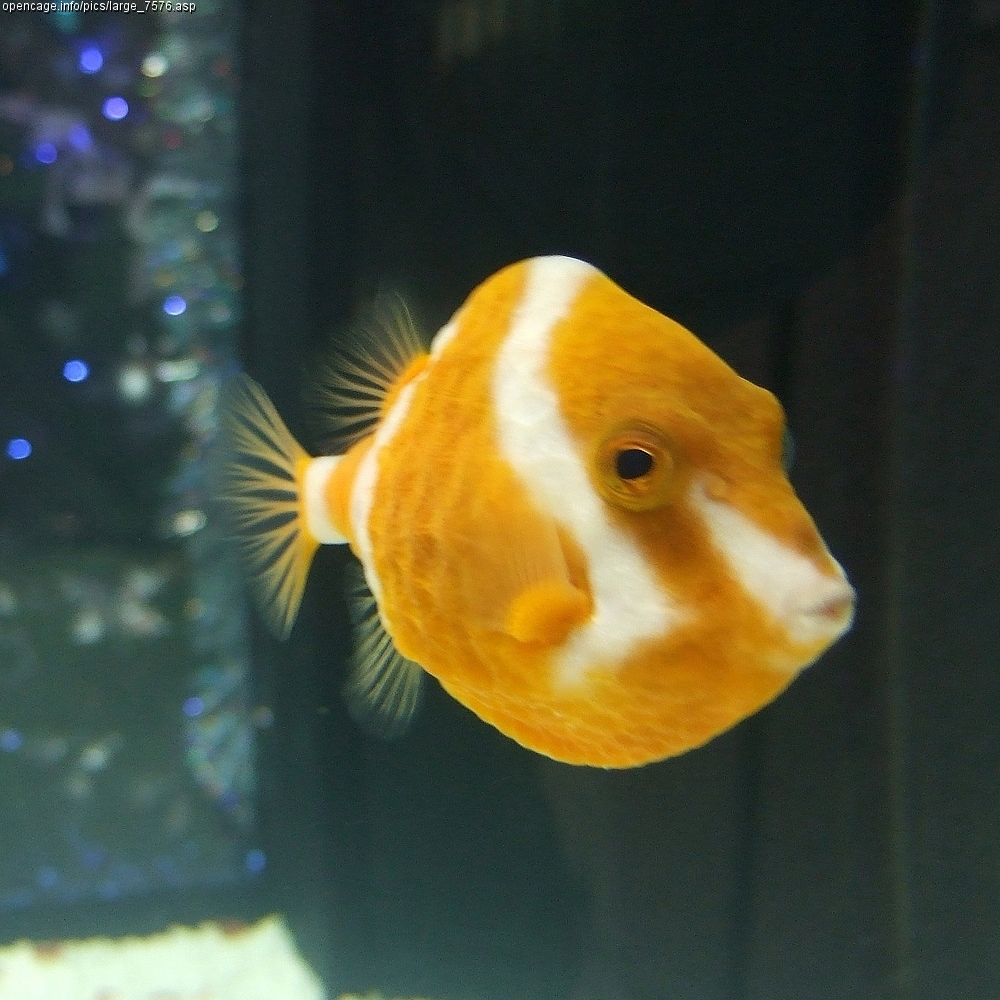
Anoplocapros lenticularis.

Los peces-cofre de aguas profundas son la familia Aracanidae de peces marinos, del orden de los Tetraodontiformes. Antes se encuadraban dentro de la familia Ostraciidae como subfamilia Aracaninae, de donde fueron separados.
La estructura corporal es más primitiva que la de otras familias de su orden, diferenciándose de ellos en que tienen una cubierta protectora semejante a placas de escamas engrosadas. Se diferencian también del resto de Tetraodontiformes en que habitan en aguas profundas, de más de 200 metros de profundidad.

## Especies
Se reconocen los siguientes géneros y 12 especies:
- Anoplocapros Kaup, 1855
  - Anoplocapros lenticularis (Richardson, 1841)
  - Anoplocapros inermis (Fraser-Brunner, 1935)
  - Anoplocapros amygdaloides Fraser-Brunner, 1941
- Aracana Gray, 1838
  - Aracana aurita (Shaw, 1798)
  - Aracana ornata (Gray, 1838)
- Caprichthys McCulloch & Waite, 1915
  - Caprichthys gymnura McCulloch & Waite, 1915
- Capropygia Kaup, 1855
  - Capropygia unistriata (Kaup, 1855)
- Kentrocapros Kaup, 1855
  - Kentrocapros aculeatus (Houttuyn, 1782)
  - Kentrocapros eco (Phillipps, 1932)
  - Kentrocapros flavofasciatus (Kamohara, 1938)
  - Kentrocapros rosapinto (Smith, 1949)
- Polyplacapros Fujii & Uyeno, 1979
  - Polyplacapros tyleri Fujii & Uyeno, 1979